# Mogilno (công xã)
Thị trấn Mogilno là một Thị trấn thành thị-nông thôn (quận hành chính) ở quận Mogilno, Kuyavian-Pomeranian Voivodeship, ở phía bắc miền trung Ba Lan. Trung tâm  của nó là thị trấn Mogilno, nằm cách khoảng 52 kilômét (32 mi) phía nam Bydgoszcz.
Thị trấn có diện tích 256,11 kilômét vuông (98,9 dặm vuông Anh), và tính đến năm 2006, tổng dân số của nó là 24.822 (trong đó dân số của Mogilno lên tới 12.359, và dân số của vùng nông thôn của Thị trấn là 12.463).

## Làng
Ngoài thị trấn mogilno, Thị trấn mogilno chứa các làng và các khu định cư của Baba, Bąbowo, Białotul, Bielice, Bystrzyca, Bzówiec, Chabsko, Chałupska, Czaganiec, Czarnotul, Czerniak, Dąbrówka, debno, Dzierzążno, Gębice, Głęboczek, Góra, Goryszewo, Gozdanin, Gozdawa, Huta Padniewska, Huta Palędzka, Iskra, Izdby, Józefowo, Kamionek, Kątno, Kołodziejewko, Kopce, Kopczyn, Krzyżanna, Krzyżownica, Kunowo, Kwieciszewo, Leśnik, Łosośniki, Lubieszewo, Marcinkowo, Mielenko, Mielno, Niestronno, Olsza, Padniewko, Padniewo, Palędzie Dolne, Palędzie Kościelne, Płaczkówko, Procyń, Przyjma, Ratowo, Sadowiec, Skrzeszewo, Stawiska, Strzelce, Świerkówiec, Szczeglin, Szerzawy, Szydłówko, Targownica, Twierdziń, Wasielewko, Wiecanowo, Wieniec, Wszedzień, Wylatowo, Wymysłowo Szlacheckie, Wyrobki, Żabienko, abno và Zbytowo.

## Thị trấn lân cận
Thị trấn Mogilno giáp với các Thị trấns của Dąbrowa, Gąsawa, Janikowo, Orchowo, Rogowo, Strzelno và Trzemezno.